# A.J. Green
Adriel Jeremiah Green, detto A.J. (Summerville, 31 luglio 1988), è un ex giocatore di football americano statunitense che ha militato nel ruolo di wide receiver nella National Football League (NFL).
Fu scelto come quarto assoluto dai Cincinnati Bengals nel Draft NFL 2011. Green in precedenza giocò a football alla University of Georgia. Nella sua prima stagione coi Bengals, Green fu subito selezionato per il Pro Bowl e divenne il primo rookie nel ruolo di ricevitore a ricevere tale onore da Anquan Boldin nel 2003, con gli Arizona Cardinals. L'ultimo ricevitore tra i rookie dei Bengals ad essere stato convocato per il Pro Bowl era stato Cris Collinsworth nel 1981. Green ha detenuto il record NFL per il maggior numero di ricezioni nelle prime tre stagioni in carriera (260)

## Carriera professionistica

### Cincinnati Bengals

#### Stagione 2011

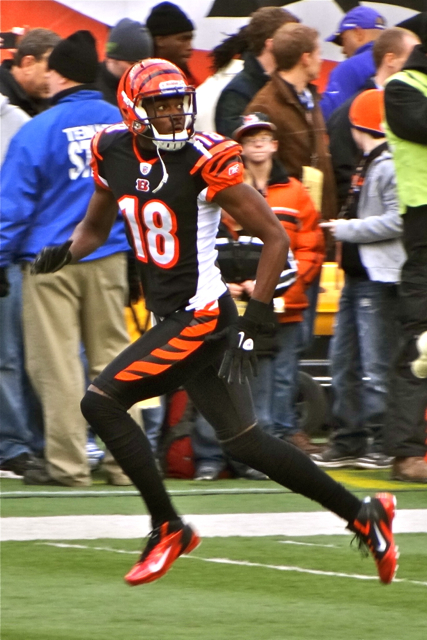
Green nel 2011.

La prima ricezione di Green nella NFL fu per un touchdown da 41 yard contro i rivali statali dei Cleveland Browns,che finì per essere la sua sola ricezione durante la partita. La settimana seguente ricevette 10 passaggi per 124 yard ed un touchdown. Alla fine della stagione, Green registrò quattro partite da almeno 100 yard e guidò tutti i rookie in ricezioni (65) e yard ricevute (1.057) in 15 partite. Le sue 7 ricezioni da touchdown furono le seconde più alte tra i rookie dopo Julio Jones. Il 18 dicembre 2011, Green e l'altro rookie della squadra, il QB Andy Dalton, superarono il record NFL di tutti i tempi per yard e ricezioni per l'accoppiata di QB e WR tra i rookie. Una settimana dopo, il 24 dicembre 2011, Green con 1.031 yard superò il record di franchigia di Cris Collinsworth di 1.009 yard stabilito nel 1981 per il maggior numero di yard ricebute da un rookie. Collinsworth detiene ancora il record di ricezioni della franchigia per un rookie con 67. A fine stagione, Green fu votato al 77º posto nella NFL Top 100, l'annuale classifica dei migliori cento giocatori della stagione.

#### Stagione 2012
Il 10 settembre, i Bengals ebbero una partenza difficile perdendo nettamente contro i Baltimore Ravens per 44-13. Green ricevette 5 passaggi per 70 yard. Nel turno successivo, i Bengals ottennero la prima vittoria stagionale contro i Cleveland Browns. Green ricevette 7 passaggi per 58 yard segnando il primo touchdown dell'annata.

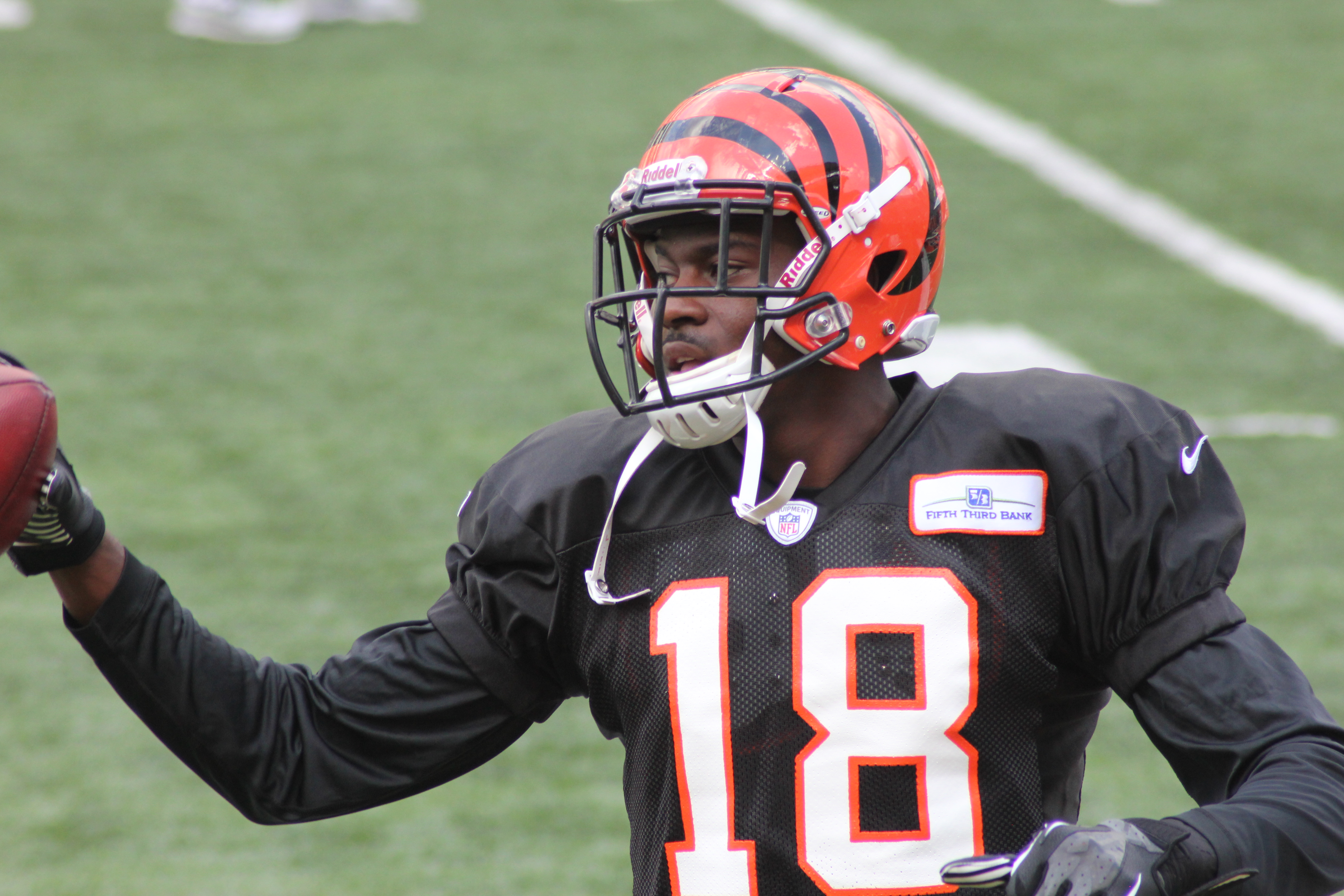
Green nel training camp 2012

Nella settimana 3, Bengals vinsero la seconda gara consecutiva, contro i Washington Redskins: Green disputò una grande prova ricevendo 183 yard e segnando un touchdown. Cincinnati raggiunse la terza vittoria consecutiva nella settimana 4 contro i Jacksonville Jaguars: A.J. giocò un'altra grande partita ricevendo 117 yard e segnando un altro touchdown. Per queste prime prestazioni nel primo mese di gare, Green vinse il premio di miglior giocatore offensivo del mese della AFC.
Nella settimana 5 i Bengals persero la seconda gara della stagione contro i Miami Dolphins. Green ricevette 9 passaggi per 65 yard e segnò un touchdown. Nella settimana 6, i Bengals persero la terza gara stagionale contro i Cleveland Browns ancora a secco di vittorie ma Green giocò la solita grande partita ricevendo 135 yard e segnando due touchdown.
Nella sconfitta della settimana 9 coi Denver Broncos A.J. ricevette 99 yard e segnò un touchdown. Nel turno seguente i Bengals ottennero una grande vittoria sui New York Giants campioni in carica con il wide receiver che guadagnò 85 yard e segnò un touchdown. Cincinnati vinse anche nel turno successivo contro i derelitti Kansas City Chiefs col ricevitore che guadagnò 91 yard e segnò un touchdown. Green superò per il secondo anno consecutivo le mille yard ricevute nella settimana seguente, guadagnandone 111 nella vittoria sugli Oakland Raiders.
Nel Thursday Night della settimana 15, i Bengals si portarono su un record di 8-6 battendo i derelitti Philadelphia Eagles con il ricevitore che segnò il suo undicesimo touchdown stagionale. La domenica successiva, con Green che contribuì alla vittoria sugli Steelers ricevendo 116 yard, i Bengals si assicurarono la seconda partecipazione ai playoff consecutiva. Tre giorni dopo Green fu convocato per il secondo Pro Bowl in carriera come titolare della AFC. La sua seconda stagione regolare si concluse con 1.350 yard ricevute e il quarto posto nella lega con 11 touchdown su ricezione. Il 12 gennaio 2013 fu inserito nel Second-team All-Pro.
Nel primo turno di playoff, come l'anno precedente, i Bengals furono eliminati dai Texans, con Green che concluse con 80 yard ricevute, tutte nel secondo tempo.

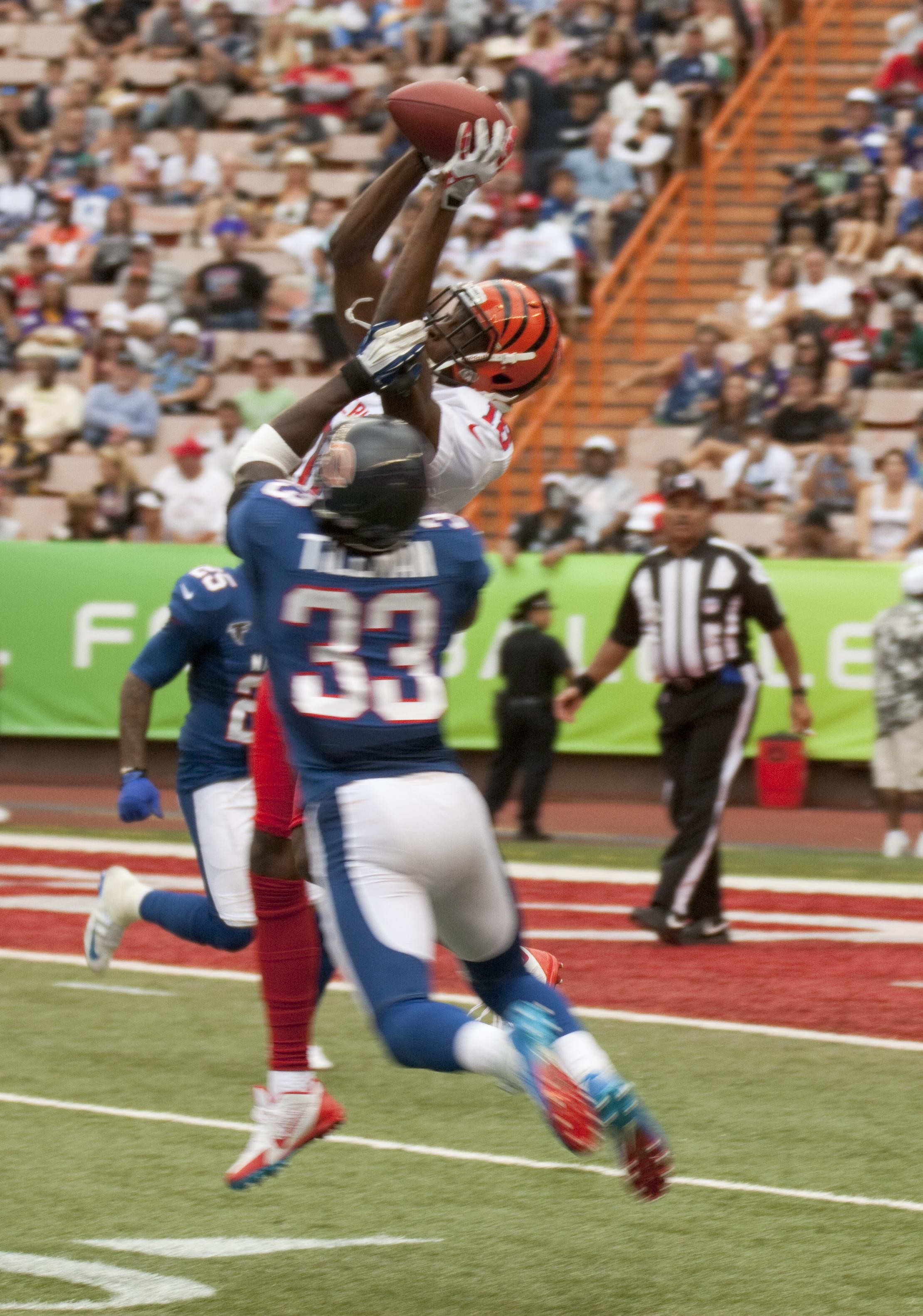
Una ricezione di A.J. Green nel Pro Bowl 2013

A fine anno, Green fu posizionato al numero 16 nella classifica dei migliori cento giocatori della stagione.

#### Stagione 2013
Nella prima gara della stagione, 162 yard ricevute e 2 touchdown di Green non riuscirono ad evitare la sconfitta contro i Bears. Due settimane dopo, segnò il suo terzo touchdown nella vittoria sui Green Bay Packers. Rallentato dagli infortuni nei turni successivi, Green tornò a disputare una gara degna della sua fama nella settimana 6 quando ricevette 103 yard e segnò un touchdown nella vittoria sui Buffalo Bills. La domenica seguente i Bengals salirono a un record di 5-2 con una vittoria all'ultimo secondo sui Lions. Nella sfida con Calvin Johnson tra due dei migliori ricevitori della lega, Green disputò un'altra prova notevole, ricevendo 155 yard e segnando un touchdown. Nella settimana 10, Green ricevette il passaggio da touchdown della disperazione da Andy Dalton all'ultimo secondo della gara coi Ravens che portò la sfida ai supplementari, poi persa da Cincinnati. In quella gara superò per la terza volta in altrettante stagioni da professionista le mille yard ricevute, un'impresa riuscita in passato solo a Randy Moss e John Jefferson e non a mostri sacri come Jerry Rice, Michael Irvin e Cris Carter.
Dopo la settimana di pausa, nel tredicesimo turno di campionato i Bengals batterono in trasferta i Chargers col settimo touchdown di Green. La domenica successiva andò ancora a segno nella netta vittoria sui Colts. Battendo i Vikings nella settimana 16, i Bengals ottennero la loro terza qualificazione ai playoff consecutiva, un fatto senza precedenti per la franchigia. A.J. in quella gara ricevette 97 yard e segnò due touchdown. Nell'ultima sfida della stagione Cincinnati batté Baltimore concludendo l'annata imbattuta in casa, in una gara in cui A.J. segnò il suo undicesimo touchdown del 2013. La sua stagione regolare si concluse al quinto posto nella lega con 1.426 yard ricevute (secondo massimo nella storia dei Bengals), venendo convocato per il suo terzo Pro Bowl e inserito ancora nel Second-team All-Pro. Fu inoltre votato al 9º posto nella NFL Top 100 dai suoi colleghi.
Malgrado i favori del pronostico, i Bengals furono eliminati per il terzo anno consecutivo nel primo turno dei playoff, questa volta in casa per mano dei San Diego Chargers, in una gara in cui Green ricevette solamente 3 passaggi per 34 yard.

#### Stagione 2014

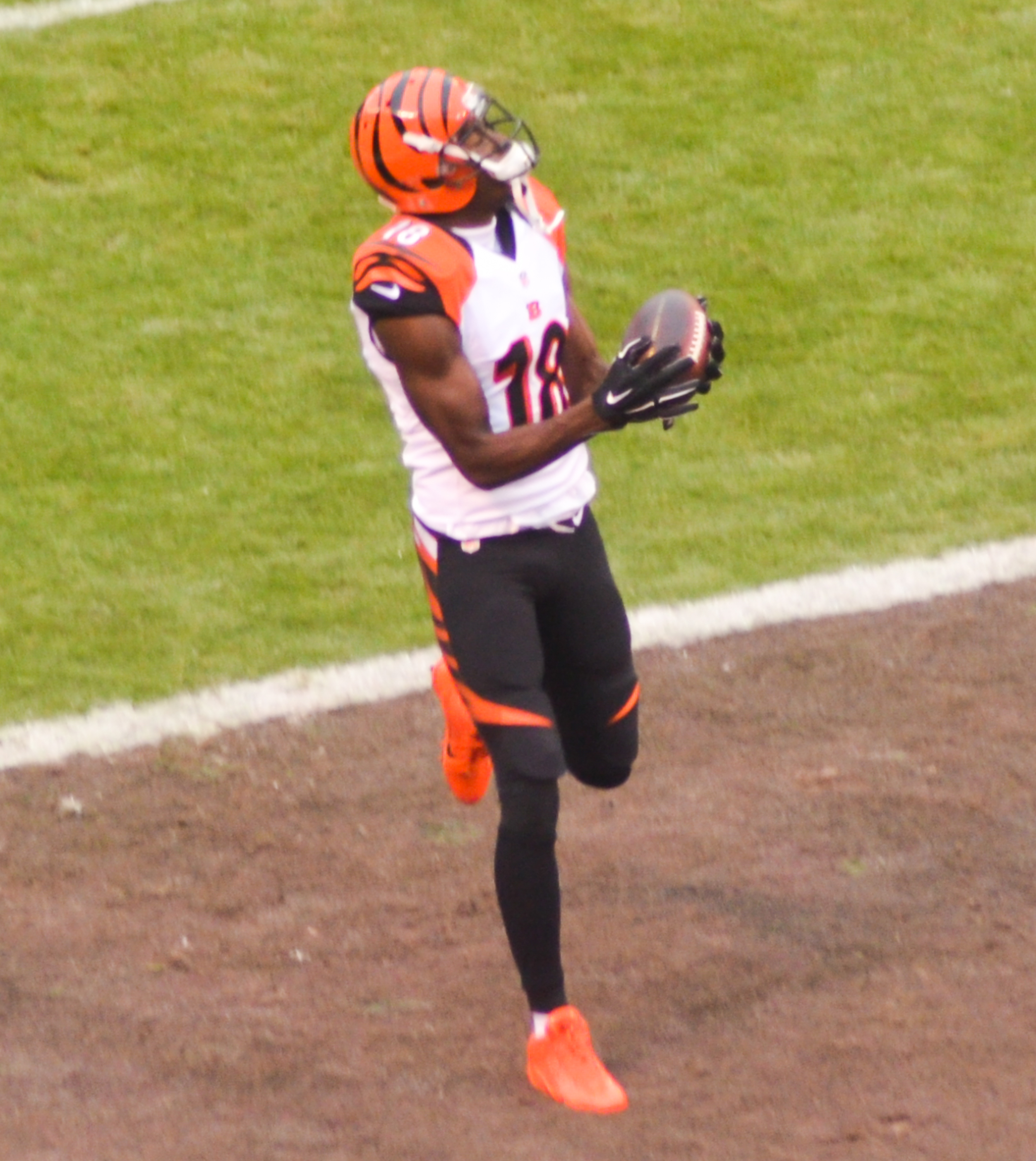
Green contro i Browns nel 2014.

Nella settimana 1 in casa dei Ravens, i Bengals sprecarono un vantaggio di 15-0 all'intervallo trovandosi in svantaggio 16-15 nell'ultimo periodo di gioco. A cinque minuti dal termine però, Green segnò da 77 yard il touchdown del contro sorpasso e della vittoria, terminando con 6 ricezioni per 131 yard. La domenica successiva fu costretto a lasciare la sfida a inizio gara per il riaggravarsi di un infortunio al piede per cui non si era allenato per tutta la settimana. Fu la prima volta in quattro anni di carriera che Green non ricevette alcun passaggio. Fece ritorno in campo nella domenica seguente tornando sugli abituali livelli, ricevendo 6 passaggi per 102 nella vittoria sui Titans. Lo stesso infortunio gli fece in seguito perdere tre gare consecutive. Tornò in campo nella vittoria della settimana 9 sui Jaguars segnando il suo terzo touchdown stagionale. Il 15 novembre tornò a superare le cento yard ricevute per la prima volta da due mesi, guadagnandone 127 e segnando un touchdown nella vittoria sui Saints, mentre sette giorni dopo stabilì un nuovo primato personale con 12 ricezioni (per 121 yard) nella vittoria in casa di Houston. Nel quattordicesimo turno, A.J. ricevette un altro record personale di 224 yard (secondo massimo della storia della franchigia) ma i Bengals uscirono sconfitti in casa contro gli Steelers dopo essere collassati nel secondo tempo. La sua stagione si concluse superando per il quarto anno consecutivo le mille yard ricevute, malgrado l'avere perso tre intere partite e la maggior parte di altre due, venendo convocato per il quarto Pro Bowl in carriera.
A causa di una commozione cerebrale subita nell'ultimo turno della stagione regolare, Green non poté scendere in campo nel primo turno di playoff, perso contro i Colts.

#### Stagione 2015
L'11 settembre 2015, Green firmò coi Bengals un rinnovo contrattuale quadriennale del valore di 60 milioni di dollari. I Bengals iniziarono la stagione vincendo le prime otto gare, un nuovo record di franchigia, nella terza delle quali Green ricevette 227 yard e 2 touchdown, venendo premiato come giocatore offensivo della AFC della settimana. Segnò nuovamente due touchdown nel dodicesimo turno in cui Cincinnati batté i Rams per 31-7. A fine stagione, Green fu convocato per il quinto Pro Bowl in altrettante stagioni dopo avere guidato i Bengals con 1.297 yard ricevute e al secondo posto con 11 TD su ricezione. Nel primo turno di playoff in casa contro gli Steelers, Green segnò un touchdown ma Cincinnati fu eliminata per il quinto anno consecutivo al primo turno, un fatto mai accaduto prima.

#### Stagione 2016
Green iniziò la stagione 2016 con 180 yard ricevute nella vittoria sui Jets, incluso un touchdown da 54 yard in cui batté la marcatura diretta di Darrelle Revis. A fine stagione fu convocato per il sesto Pro Bowl in carriera.

#### Stagione 2017
Nel nono turno della stagione 2017, Green fu espulso per una rissa col cornerback dei Jacksonville Jaguars Jalen Ramsey.  A fine stagione fu convocato per il suo settimo Pro Bowl.

#### Stagione 2018
Nella settimana 2 della stagione 2018 Green segno tre touchdown su ricezione nella vittoria sui Ravens della gara del giovedì notte.
Il 16 marzo 2020, malgrado avesse perso tutta la stagione precedente per infortunio, i Bengals applicarono su Green la franchise tag.

### Arizona Cardinals
Il 17 marzo 2020 Green firmò con gli Arizona Cardinals un contratto annuale del valore di 6 milioni di dollari. Nella settimana 3 ricevette 112 yard e un touchdown dal quarterback Kyler Murray nella vittoria sui Jacksonville Jaguars.
Il 6 febbraio 2023 Green annunció il proprio ritiro.

## Palmarès

### Individuale
- Convocazioni al Pro Bowl: 7

2011, 2012, 2013, 2014, 2015, 2016, 2017
- Second-team All-Pro: 2

2012, 2013
- Giocatore offensivo della AFC del mese: 1

settembre 2012
- Giocatore offensivo della AFC della settimana : 1

3ª del 2015
- PFWA All-Rookie Team - 2011